# Grąd Rycicki
Grąd Rycicki – kolonia w Polsce, w województwie mazowieckim, w powiecie przasnyskim, w gminie Chorzele.
Do 2023 miejscowość była przysiółkiem wsi Przysowy.
W latach 1975–1998 miejscowość administracyjnie należała do województwa ostrołęckiego.
Wierni wyznania rzymskokatolickiego należą do parafii Zmartwychwstałego Chrystusa w Połoniu.